# بوديل مارتنسون
بوديل مارتنسون (بالسويدية: Bodil Mårtensson) هي كاتِبة سويدية، ولدت في 1952 في كارلسكرونا في السويد.

## وصلات خارجية
- الموقع الرسمي